# Sylvain Ferry
 (août 2023).
Pour les articles homonymes, voir Ferry.
Sylvain Ferry est un dirigeant d'entreprise français qui a fait sa carrière dans la grande distribution et l'agroalimentaire.

## Biographie

### Études et formation
Ingénieur agronome de formation, il est diplômé de l’École Nationale des Ingénieurs des Techniques des Industries Agricoles et Agroalimentaires de Nantes (ENITIAA).

### Carrière
ll a commencé sa carrière au sein du groupe Doux dans les années 1990. Il entre en 1997 au groupe Carrefour où il travaille 24 ans, notamment comme directeur marque nationale du groupe en 2018, et directeur marque internationale alimentaire et non alimentaire de Carrefour en 2022.
Il est nommé directeur général de Biocoop en 2021,.
En 2023, alors âgé de 53 ans, il est nommé au poste de directeur général délégué du groupe Système U. Il prendra son poste début 2024,.